# Tel père, tel fils (film, 1928)
Pour les articles homonymes, voir Tel père, tel fils.
Tel père, tel fils (Varsity) est un film américain réalisé par Frank Tuttle et sorti en 1928. Il est l'un des trois premiers films parlants produits par la société de production Paramount Pictures

## Synopsis
Inconnu.

## Fiche technique
- Titre : Tel père, tel fils
- Titre original : Varsity
- Réalisation : Frank Tuttle
- Scénario : Howard Estabrook, George Marion Jr. et Wells Root
- Photographie : Archie Stout
- Montage : Verna Willis
- Durée : 67 minutes
- Pays de production :  États-Unis
- Couleur : Noir et Blanc
- Format : 1,33 : 1
- Son : Mono (Western Electric Sound System) (séquences parlantes) | muet
- Lieux de tournage : Princeton University, Princeton, New Jersey, USA
- Date de sortie : 
  - États-Unis : 27 octobre 1928

## Distribution
- Charles 'Buddy' Rogers : Jimmy Duffy
- Mary Brian : Fay
- Chester Conklin : Pop Conlan
- Phillips Holmes : Middlebrook
- Robert Ellis : Rod Luke
- John Westwood : le senior